# 日常茶飯事
| ウィキペディアには「日常茶飯事」という見出しの百科事典記事はありません（タイトルに「日常茶飯事」を含むページの一覧/「日常茶飯事」で始まるページの一覧）。 代わりにウィクショナリーのページ「日常茶飯事」が役に立つかもしれません。 |